# Panzerknurrhähne
Die Panzerknurrhähne (Peristediinae) leben mit etwa 45 Arten in sechs Gattungen in warmgemäßigten und tropischen Regionen im Atlantik, dem Mittelmeer und dem Indopazifik in tiefem Wasser.

## Merkmale

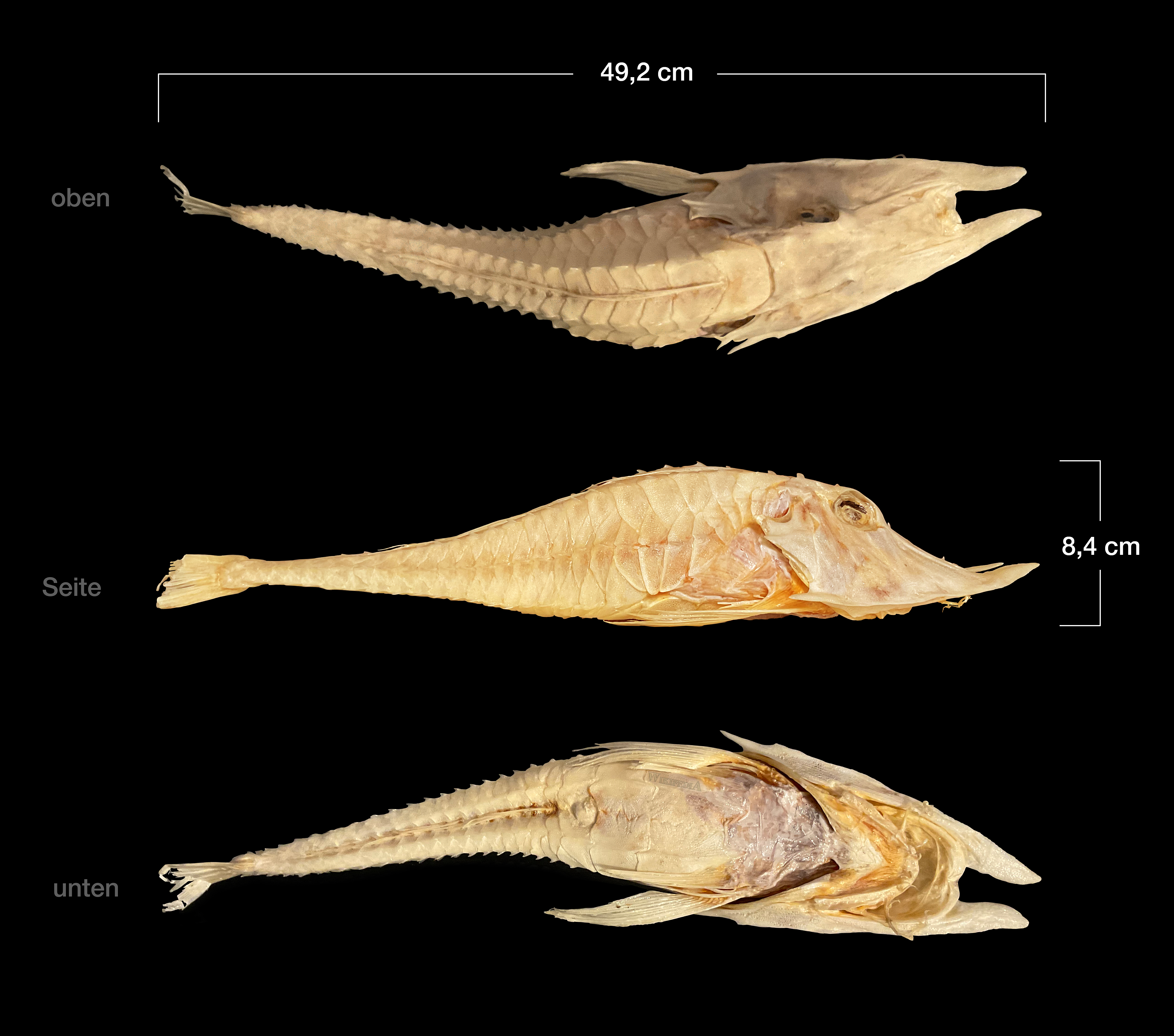
Nicht näher typisiertes Exemplar von der australischen Ostküste (Nähe Brisbane)

Panzerknurrhähne haben einen unbeschuppten, mit starken Knochenschilden in vier Längsreihen gepanzerten Körper. Der Kopf ist groß mit zwei gabelförmig nach vorn gerichteten Auswüchsen. Das zahnlose Maul ist unterständig, mit kurzen Barteln an den Lippen und zwei langen, gefransten Kinnbarteln. Die Brustflossen bestehen nur aus zwei freien Strahlen, mit denen sie wie die verwandten Knurrhähne (Triglidae) auf dem Bodengrund laufen können. Sie haben keine Giftdrüsen.
Die Tiere werden (je nach Art) zwischen 7 und 70 Zentimeter lang.

## Systematik

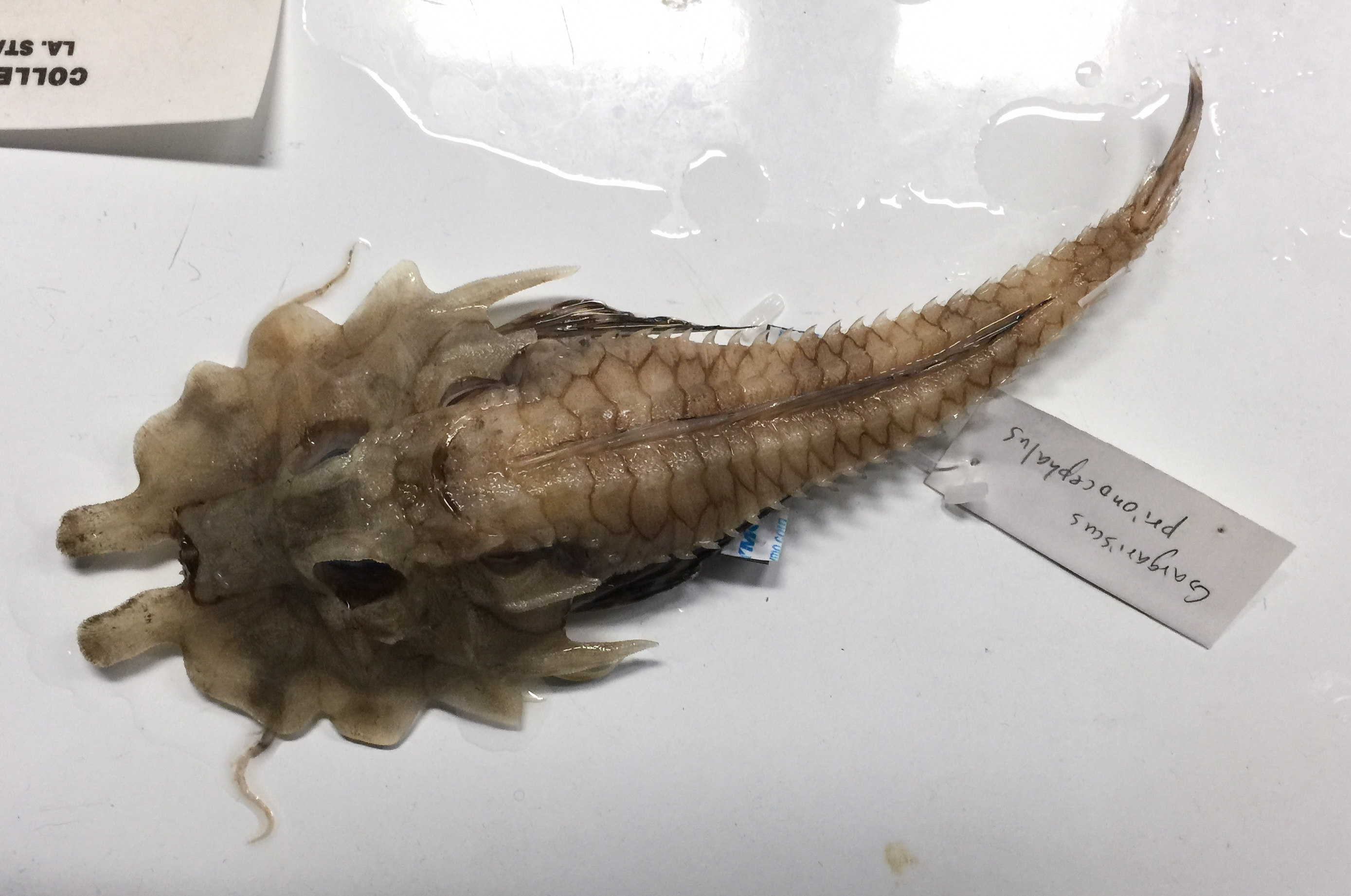
Gargariscus prionocephalus

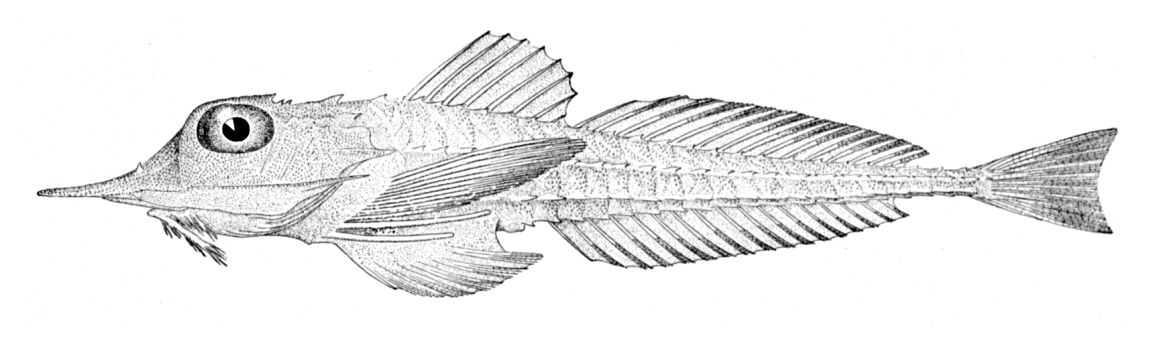
Peristedion brevirostre

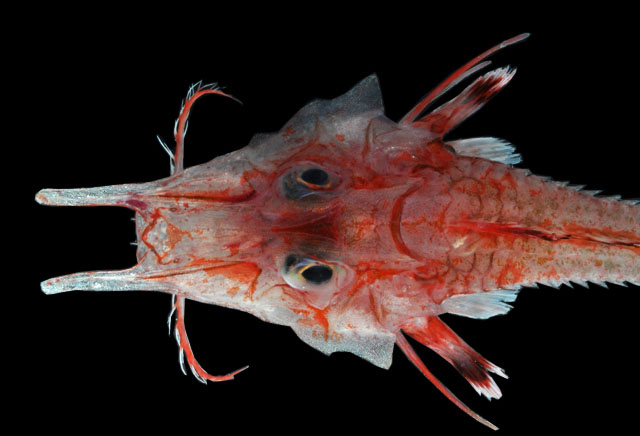
Kopf und Vorderkörper von Peristedion greyae von oben

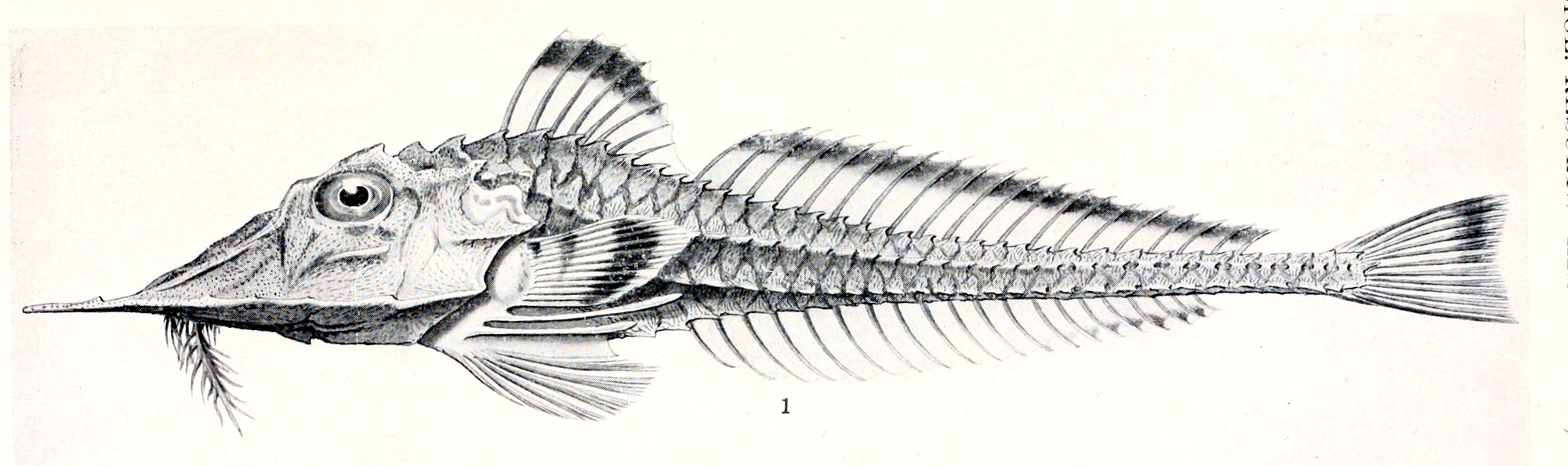
Peristedion liorhynchus

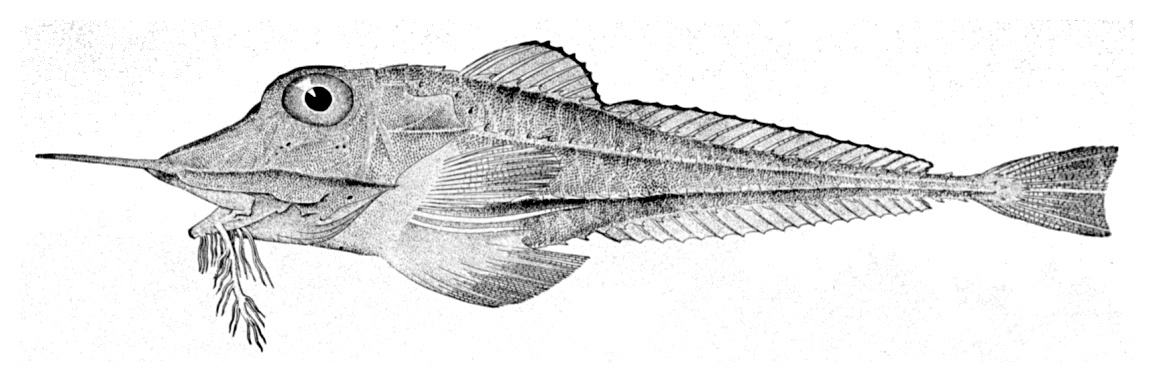
Peristedion longispatha

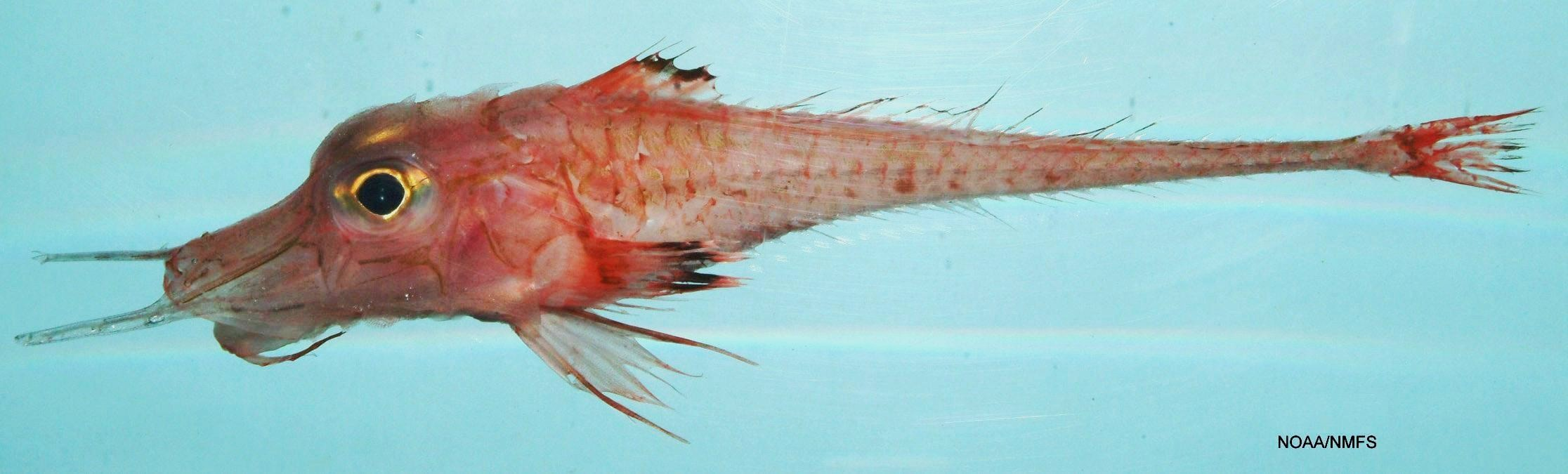
Peristedion miniatum

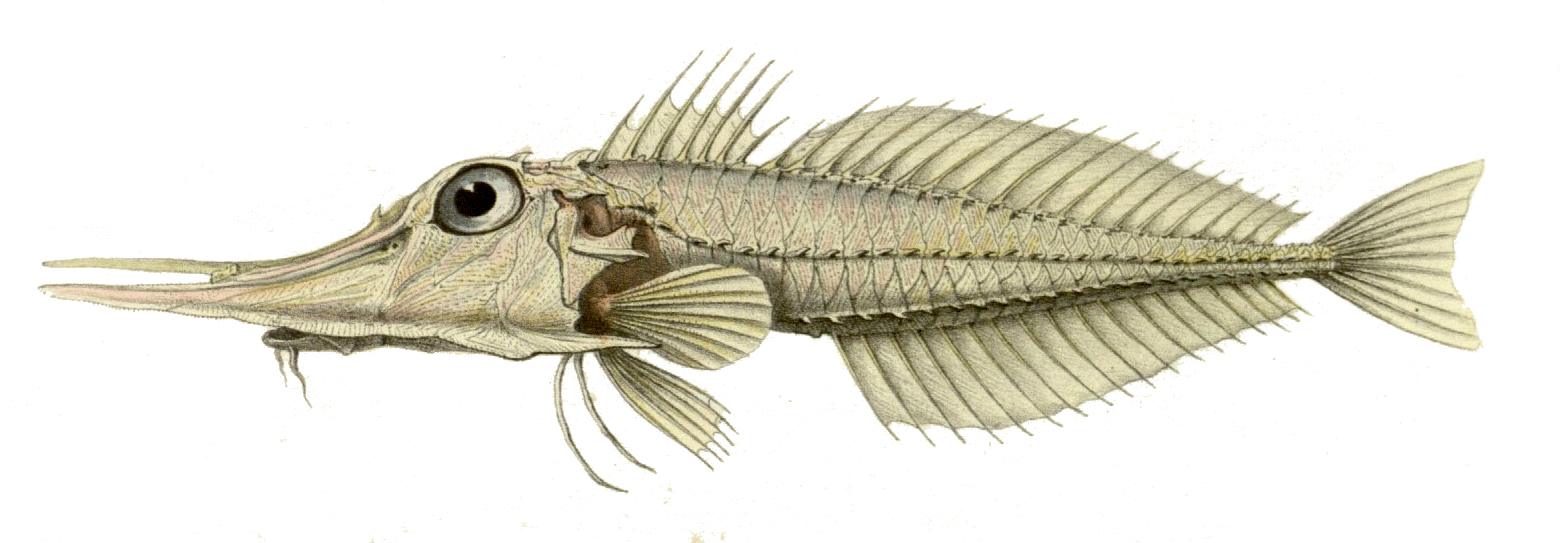
Satyrichthys rieffeli

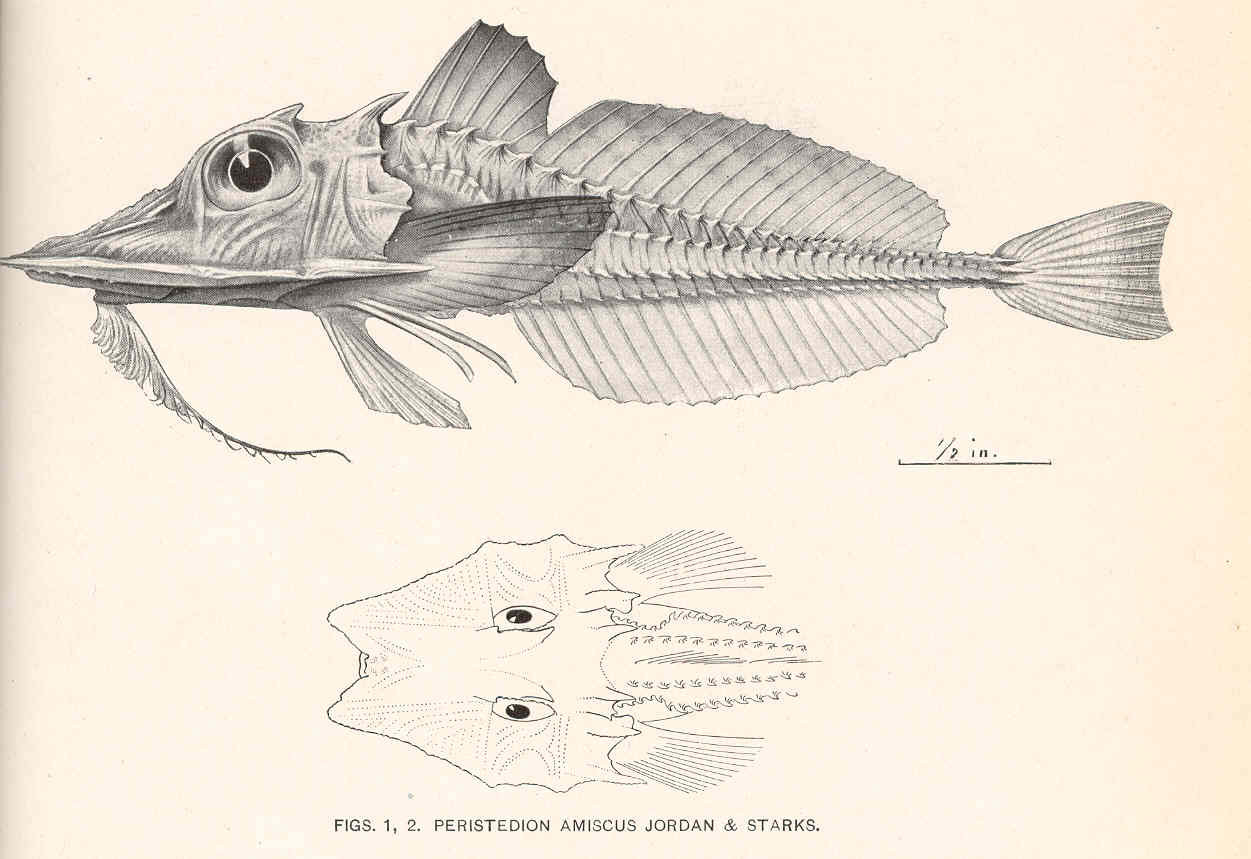
Scalicus amiscus

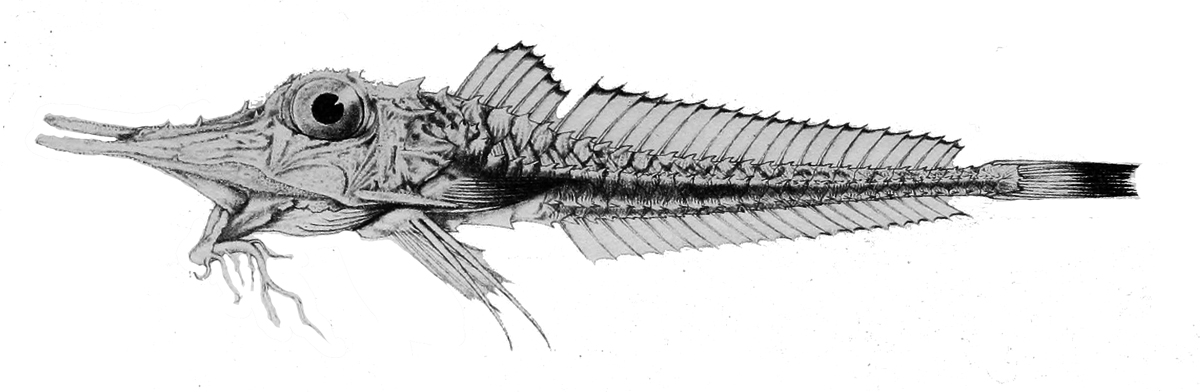
Scalicus serrulatus

Es gibt etwa 45 Arten in sechs Gattungen:
- Gargariscus
  - Gargariscus prionocephalus (Duméril, 1869)
- Heminodus
  - Heminodus japonicus Kamohara, 1952
- Paraheminodus
  - Paraheminodus kamoharai Kawai, Imamura & Nakaya, 2004
  - Paraheminodus laticephalus Kamohara, 1952
  - Paraheminodus longirostralis Kawai, Nakaya & Séret, 2008
  - Paraheminodus murrayi (Günther, 1880)
- Peristedion
  - Peristedion altipinne Regan, 1903
  - Peristedion amblygenys Fowler, 1938
  - Peristedion antillarum Teague, 1961
  - Peristedion barbiger Garman, 1899
  - Peristedion brevirostre (Günther, 1860)
  - Peristedion cataphractum (Linnaeus, 1758)
  - Peristedion crustosum Garman, 1899
  - Peristedion ecuadorense Teague, 1961
  - Peristedion gracile Goode & Bean, 1896
  - Peristedion greyae Miller, 1967
  - Peristedion imberbe Poey, 1861
  - Peristedion liorhynchus (Günther, 1872)
  - Peristedion longicornutum Fricke et al., 2017
  - Peristedion longispatha Goode & Bean, 1886
  - Peristedion miniatum Goode, 1880
  - Peristedion nesium Bussing, 2010
  - Peristedion orientale Temminck & Schlegel, 1843
  - Peristedion paucibarbiger Castro-Aguirre & García-Domínguez, 1984
  - Peristedion richardsi Kawai, 2016
  - Peristedion riversandersoni Alcock, 1894
  - Peristedion thompsoni Fowler, 1952
  - Peristedion truncatum (Günther, 1880)
  - Peristedion unicuspis Miller, 1967
  - Peristedion weberi Smith, 1934
- Satyrichthys
  - Satyrichthys clavilapis Fowler, 1938.
  - Satyrichthys laticeps Schlegel, 1852
  - Satyrichthys longiceps Fowler, 1943
  - Satyrichthys milleri Kawai, 2013
  - Satyrichthys moluccensis Bleeker, 1850
  - Satyrichthys rieffeli Kaup, 1859
  - Satyrichthys welchi Herre, 1925
- Scalicus
  - Scalicus amiscus (Jordan & Starks, 1904)
  - Scalicus engyceros (Günther, 1872)
  - Scalicus gilberti (Jordan, 1921)
  - Scalicus hians (Gilbert & Cramer, 1897)
  - Scalicus investigatoris (Alcock, 1898)
  - Scalicus orientalis (Fowler, 1938)
  - Scalicus paucibarbatus Kawai, 2019
  - Scalicus quadratorostratus (Fourmanoir & Rivaton, 1979)
  - Scalicus serrulatus (Alcock, 1898)

Die Panzerknurrhähne galten bis vor kurzem als eigenständige, mit den Knurrhähnen (Triglidae) nah verwandte Familie. Nach molekulargenetische Daten sind sie aber die Schwestergruppe einer Klade aus den Knurrhahnunterfamilien Pterygotriglinae und Triglinae, während die Knurrhahnunterfamilie Prionotinae die Schwestergruppe einer Klade aus Panzerknurrhähnen, Pterygotriglinae und Triglinae sind. Die Panzerknurrhähne wurden deshalb im Februar 2018 als vierte Unterfamilie den Knurrhähnen (Triglidae) zugeordnet.